# Juncus macrantherus
Juncus macrantherus là một loài thực vật có hoa trong họ Juncaceae. Loài này được V.I.Krecz. & Gontsch. mô tả khoa học đầu tiên năm 1935.